# Хуахин
Хуахин (тайск. หัวหิน) — город, являющийся административным центром одноимённого муниципального округа Таиланда в провинции Прачуапкхирикхан в северной части полуострова Малакка, расположенный в 220 километрах к югу от Бангкока на западном побережье Сиамского залива. Население муниципального округа 84 883 человека, площадь 911 км².
Хуахин является одним из старейших курортов Таиланда, так как ещё в 1920-х годах король Сиама Рама VI Вачиравудх выбрал его для своей летней резиденции и построил здесь королевский летний дворец Mrigadayavan Palace. Позже был построен главный королевский дворец Хуахина Klai Kangwon Palace («Вдали от забот»). В связи с наличием в городе действующей королевской резиденции, в Хуахине постоянно поддерживается порядок и обеспечивается безопасность, город имеет низкий уровень преступности.
Хуахин переводится как «каменная голова», название связано с тем, что в некоторых местах на городском побережье из воды торчат камни, издалека похожие на каменные головы.

## Транспорт
Через Хуахин проходит магистральная автомобильная дорога и железнодорожная ветка Бангкок — Сингапур. Имеется автовокзал, с которого осуществляется автобусное сообщение с соседними городами и Бангкоком. На автовокзале Хуахина делают остановку автобусы транстаиландского маршрута Пхукет — Накхонратчасима — Убон Ратчатхани. Есть небольшой аэропорт, через который осуществляются местные авиарейсы. На март 2023 года, авиарейсы есть только в Чиангмай). https://minisite.airports.go.th/huahin/flight

## Климат
Климат в Хуахине — тропический с высокой влажностью и редкими дождями. Среднегодовая температура в провинции равняется +28 °С. Самые холодные дни случаются в январе +18 — +25 °С, пик жары приходится на май +33 — +39 °С. Выделяются три основных времени года: жаркий сезон — с марта по май, сезон дождей — с июня по октябрь, и прохладный сезон — с ноября по февраль.

## Достопримечательности и туризм
- Королевский зал ожидания — отдельный павильон на вокзале Хуахина, в котором члены королевской семьи ожидали прибытия поезда.
- Mrigadayavan Palace — летний королевский дворец в Sirindhorn International Environmental Park. Дворец открыт для публики.
- Khao Luang Cave — пещерный храм, расположенный в городке Phetchaburi, который знаменит гигантской фигурой лежащего Будды.
- Wat Huay Mongkol — храмовый комплекс с гигантской статуей праведного буддийского монаха Luang Pu Thuat.
- Khao Takiab — гора на южной окраине Хуахина с 20-метровой статуей Будды и несколькими храмами.
- Hua Hin Floating Market и Sam Phan Nam Floating Market — развлекательные плавучие рынки.
- Cicada Market — вернисаж Хуахина, на котором можно купить множество самодельных сувениров.
- Hua Hin Hills Vineyard — виноградники и винодельня Хуахина, помимо красивых видов, можно прокатиться по ним на слонах, а также продегустировать местное вино.
- Wat Na Yang (Великий Ушастик) — храм с гигантской фигурой монаха в деревне Na Yang в 10 километрах севернее Ча-Ама.
- Гора с миллионом летучих мышей — Каждый вечер около 18.30 из пещеры в горе возле деревни Na Yang вылетает туча летучих мышей. Вылет продолжается более 10 минут.
- Водопад Pa La U (тайский: น้ำตกป่าละอู) — расположен в плотном тропическом лесу на территории национального Парка Kaeng Кrachan. Этот водопад состоит из 16 уровней, каждый из которых представляет собой каскад воды, стекающей по покрытым лианами и тропической растительностью скалам.
- Коричневый монах в храме Wat Tanjetyod — Гигантская статуя почитаемого монаха Somdet Phra Puttajarn (Toh Phromrangsri) установлена в 2007 году в Храме Тан Йет Йод (Wat Tan Jet Yot).
- Пещерный храм Wat Cha Am — храм находится в пещере на вершине небольшого холма.
- Wat Ta Nod Luang — красивый храм в виде корабля, расположенный недалеко от рыбацкой деревни Bang Kao.
- Национальный парк Khao Sam Roi Yot и пещера Phraya Nakorn — первый в Таиланде морской национальный парк, расположенный в 50 километрах к югу от Хуахина. В парке находится гигантская пещера, расположенная высоко на холме. Высота свода пещеры около 130 метров, ширина главного зала — несколько сот метров.
- Пляж Кхао Калок — скала, возвышающаяся над пляжем. Одно из самых красивых мест в окрестностях Хуахина.[источник не указан 4511 дней]
- Холм Khao Tao — здесь расположены два чистых изолированных пляжа: Sai Noi и Sai Yai.
- Rajabhakti Park - (Тайский: อุทยานราชภักดิ์) - это исторический парк, расположенный в городе Хуахин, провинция Прачуапкхирикхан, Таиланд. Открытый в 2015 году, парк посвящен чествованию тайских королей из разных династий. Основной аттракцион парка - семь монументальных бронзовых статуй тайских королей, символизирующих национальное единство и патриотизм.